# Marko Johansson
Marko Johansson (Malmö, 25 de agosto de 1998) es un futbolista sueco que juega de portero en el Eintracht Brunswick de la 2. Bundesliga.

## Trayectoria
Johansson comenzó su carrera deportiva en el Malmö FF, con el que debutó el 21 de julio de 2015 frente al FC Žalgiris en la Liga de Campeones de la UEFA.
Entre 2017 y 2020 estuvo cedido en el Trelleborgs FF, en el GAIS Göteborg y en el Mjällby AIF.
Abandonó el club de manera definitiva en agosto de 2021 al marcharse al Hamburgo S. V. Un año después empezó a acumular cesiones y jugó para el VfL Bochum, el Halmstads BK y el F. C. Hansa Rostock. Tras esta última cesión se marchó definitivamente al Eintracht Brunswick.

## Selección nacional
Fue internacional sub-17, sub-19 y sub-21 con la selección de fútbol de Suecia.

## Clubes
| Club                         | País     | Año       |
| ---------------------------- | -------- | --------- |
| Malmö FF                     | Suecia   | 2015-2021 |
| Trelleborgs FF (cedido)      | Suecia   | 2017-2018 |
| GAIS Göteborg (cedido)       | Suecia   | 2019      |
| Mjällby AIF (cedido)         | Suecia   | 2020      |
| Hamburgo S. V.               | Alemania | 2021-2024 |
| VfL Bochum (cedido)          | Alemania | 2022-2023 |
| Halmstads BK (cedido)        | Suecia   | 2023      |
| F. C. Hansa Rostock (cedido) | Alemania | 2024      |
| Eintracht Brunswick          | Alemania | 2024-     |